# Entendimiento

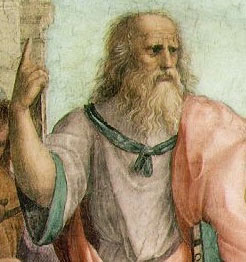
El término intelecto cobró su sentido filosófico gracias a los platónicos, aunque no fue creado por ellos.
Imagen de Platón pintada por el artista Rafael Sanzio.

El entendimiento (del latín: intendere) o intelección (del latín: intelligere) tanto en su sentido filosófico como coloquial se considera como la facultad de pensar y discernir cómo se relacionan entre sí las partes de un objeto. Es la capacidad de un sujeto para aprender los aspectos informativos de un asunto cualitativo e integrarlas. El entendimiento permite a la persona ponerse en contacto con el mundo como realidad, captando su estructura y significado.

## Historia del uso del término
El verbo raíz hebreo bin tiene el significado básico de «separar» o «distinguir», y a menudo se traduce «entender» o «discernir». Lo mismo sucede con el término griego sy‧ní‧ē‧mi.
El término intelecto fue usado por primera vez en la escolástica medieval para traducir la expresión Νους (nous) que los griegos contraponían a Διανοια (diánoia), es decir, la razón discursiva que construía sus premisas con base en un precedente conceptual. De Νους se habla por primera vez en la filosofía griega antigua con Anaxágoras que lo refiere a un pensamiento, a una divinidad ordenadora que interviene para transformar el caos inicial en cosmos, en universo ordenado. Platón define al Νους como «intuición» de las formas ideales.
Aristóteles le atribuyó al entendimiento la capacidad de leer dentro: cuando afirma que el entendimiento logra penetrar en la interioridad, captar aquello que tiene el ser per se, es decir, la sustancia, el sustrato que permanece siempre único e idéntico a sí mismo, prescindiendo de las particularidades exteriores.
En la filosofía neoplatónica (en particular con Plotino) el Entendimiento es la segunda hipóstasis, el nivel de realidad que posee más plenamente pensamiento y ser. Es múltiple, en cuanto está compuesto de diversos objetos inteligibles o arquetipos, pero es más unitario en relación con el nivel sucesivo, el alma, porque cada inteligible se conoce a sí mismo unido a los demás. Posee una forma de pensamiento intuitiva y perfecta, no discursiva y no necesariamente ligada a las categorías de espacio y de tiempo.

## Entendimiento en sentido tradicional y corriente
Se identifica vulgarmente con la inteligencia, como capacidad de comprender la unidad de lo semejante y elaborar conceptos, así como relacionar unos conceptos con otros mediante razonamientos. La razón, sería la suprema función «inteligente» que permite ir de lo individual a lo universal, de lo concreto a lo abstracto, y de lo condicionado a las condiciones y por su medio hasta el principio de lo incondicionado y necesario en sentido metafísico, desvelando en el proceso el conocimiento de la verdad.
Por ello el entendimiento, en cuanto inteligencia, es considerado en muchas ocasiones la esencia, la diferencia específica del hombre, lo que hace que el hombre sea, "racional" como especie biológica y perteneciente al género animal.
Aristóteles, según su modelo de definición por género y diferencia específica, define al hombre como: Animal racional y así ha pasado a la historia. Tomás de Aquino en su teoría del conocimiento (apoyada en las tesis fundamentales de Aristóteles), define la intuición como un modo de conocimiento superior al de la razón. El conocimiento racional no es un conocimiento directo, sino que está mediado tanto por los sentidos como por la razón, siendo entonces grande la posibilidad de errar. La intuición consistiría en la captación de los conceptos o sustancias de forma directa (sin mediación de la razón). Sería pues el modo de conocimiento perfecto, el de los espíritus puros, es decir, de Dios, los ángeles y del hombre tras la resurrección.
Dado que el conocimiento es inmaterial, el entendimiento se ha relacionado con la idea de alma, conciencia y espíritu. Considerado bajo la perspectiva religiosa, se trataría de un atributo concedido por Dios a la naturaleza humana en el momento de la creación. La existencia de la facultad intelectiva es prueba evidente de la existencia del alma humana, entendida como espíritu y fundamento del acto de ser de la persona. El filósofo romano Boecio describió la naturaleza humana como Rationalis natura individua sustantia (sustancia individual de naturaleza racional).[cita requerida]
Esta forma de pensamiento tradicional supone la posibilidad de un conocimiento metafísico, poco admitido por la filosofía del siglo XX, influenciada por el materialismo del siglo XIX. La metodología científica que proponen los materialistas excluye por definición el objeto de la metafísica. Esto se debe a que el prejuicio (hipótesis de partida) materialista consiste en la no existencia de lo inmaterial, es decir, del espíritu. Al afirmar esto, cae en una contradicción en su confrontación con la realidad, ya que la consecuencia directa de su hipótesis de partida, es la negación de la libertad humana, cayendo directamente en el determinismo de los actos humanos. Ya más tarde, el materialismo del siglo XX, supone una vuelta al mecanicismo del siglo XVII. Ambos sistemas filosóficos son incapaces de explicar la estructura de la Realidad y su significado.[cita requerida]

## Entendimiento como objeto de estudio científico
La rama principal de la filosofía, que se ocupa del entendimiento es la gnoseología o teoría del conocimiento. La gnoseología se ocupa del estudio de las formas posibles de relación entre el sujeto y el objeto, es decir, de las formas de conocimiento posibles.
Mientras que en la filosofía tradicional la psicología fue entendida como la ciencia del alma  y el entendimiento fue considerado como una facultad del alma, la psicología como ciencia actual no considera el entendimiento como una facultad, sino que estudia el comportamiento o conducta inteligente. La psicología cognitiva estudia el proceso del conocimiento como una pauta más del comportamiento, como resultado elaborado por el sistema nervioso, en el cerebro, a partir de unos inputs o toma de datos siguiendo el modelo cibernético.
La neurología estudia el sistema nervioso y el cerebro en su estructura y funcionamiento, el soporte material del conocimiento y la conducta, su almacenamiento en la memoria y su configuración en los diversos sistemas que los configuran. Lo que incluye tanto la movilidad de la acción como los sentimientos, así como las palabras y el lenguaje.
En el estudio del pensamiento, conocimiento y lenguaje también hay que considerar las aportaciones de la lingüística, la sociología, la lógica, y todas las ciencias humanas, por lo que el tema del entendimiento, en su complejidad, desaparece como elemento independiente y se integra dentro de un conjunto que corresponde a diversos aspectos trasversales del estudio de lo que es la naturaleza humana y su evolución.

## Entender, comprender e interpretar
La interpretación es propuesta como el modo fundamental específico del humano entender, el cual es, en su última intención, comprensión.
Para Gadamer el lenguaje es el medio universal en el que se realiza la comprensión misma. La forma de realización de la comprensión es la interpretación. Para argumentar tal planteamiento se apoya en el caso de la traducción de una lengua. Entender una lengua extraña quiere decir precisamente no tener que traducirla a la propia. Toda traducción es la consumación de la interpretación. Comprender lo que alguien dice, es entonces, ponerse de acuerdo en el objeto que se está tratando. Comprender el funcionamiento de un sistema está más en relación con el pensamiento sistémico.